# MGM-52 Lance
MGM-52 Lance — це мобільна польова тактична ракетна система класу «земля — земля» (тактична балістична ракета), яка використовується для запуску як ядерної, так і звичайної вогневої підтримки армії США. Боєголовка ракети була розроблена в Ліверморській національній лабораторії імені Лоуренса. Його замінив MGM-140 ATACMS, який початково мав отримати ядерний потенціал під час холодної війни.

## Початок експлуатації
Перші ракети Lance були розгорнуті в 1972 році, замінивши (разом із ракетами ВМС США з ядерними боєголовками RIM-2D і RIM-8E/B/D) попередні ракети MGR-1 Honest John і балістичні ракети Sergeant, що значно зменшило вагу та об'єм ракети. системи, підвищуючи як точність, так і мобільність.
Батарея Lance (дві вогневі одиниці) складалася з двох пускових установок M752 (по одній ракеті кожна) і двох допоміжних машин M688 (по дві ракети кожна), загалом шість ракет. Темп стрільби на одиницю становив приблизно три ракети на годину. Ракети-носії також могли нести та запускати MGR-1 Honest John зі спеціальним комплектом для операційної гнучкості залежно від місії в зоні бойових дій.
Двигун ракети мав незвичайне розташування з невеликим маршовим двигуном, встановленим у тороїдальному наддувному двигуні.

## Корисне навантаження
Корисне навантаження складалося з ядерної боєголовки W70 потужністю 1–100 кілотонн (4,2–418,4 ТДж) або різноманітних звичайних боєприпасів. Версія ядерної боєголовки W70-3 була однією з перших боєголовок, готових до бою з можливістю «посиленого випромінювання» (нейтронна бомба). Звичайні боєприпаси включали одну звичайну кумулятивну боєголовку для проникнення у тверді цілі та для розбивання бункерів або касетну конфігурацію, що містить 836 суббоєприпасів M74 для боротьби з піхотою та технікою. Початковий проєкт передбачав варіант боєголовки з хімічною зброєю, але цю розробку було скасовано в 1970 році.

## Дезактивація
Ракета Lance була знята з експлуатації після закінчення холодної війни та була частково замінена на звичайну роль MGM-140 ATACMS.

## Оператори

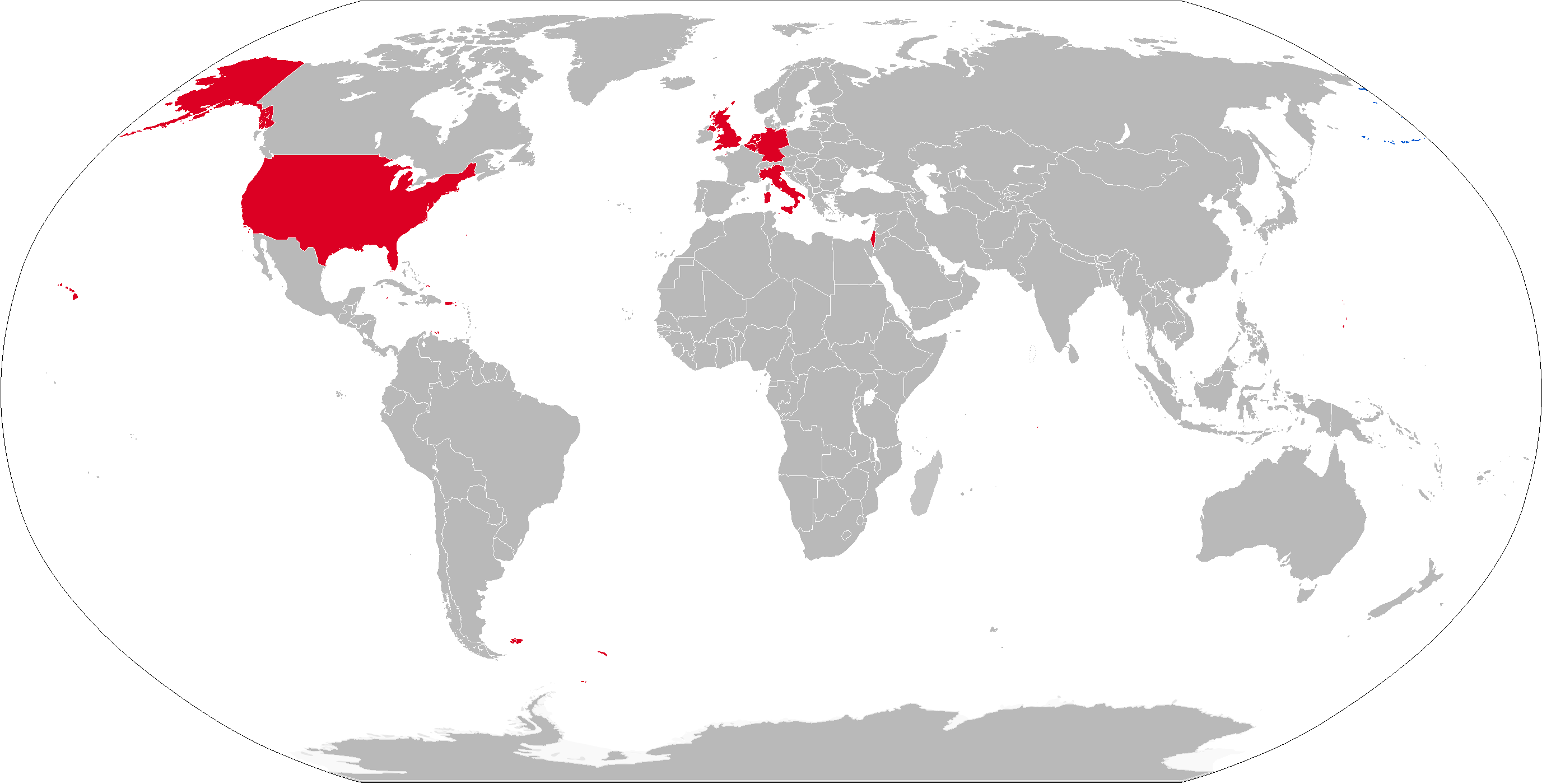
Map with former MGM-52 operators in red

### Колишні оператори
США Армія Сполучених Штатів
- 1-й батальйон 12-го полку польової артилерії (1973—1992) Форт-Сілл, Оклахома
  - 1-й батальйон 32-го полку польової артилерії (1975—1991), Ганау, Німеччина
  - 6-й батальйон 33-го полку польової артилерії (1975—1987); перейменований у 6-й батальйон 32-го полку польової артилерії (1987—1991) Форт-Сіл  (одна батарея була передовою передовою в Південну Корею)
  - 2-й батальйон 42-го полку польової артилерії (1974—1987); перепрофільований як 4-й батальйон 12-го полку польової артилерії (1987—1991) Крайльсгайм, Німеччина
  - 3-й батальйон 79-го полку польової артилерії (1974—1986); перепрофільований як 2-й батальйон 32-го полку польової артилерії (1986—1991) Гіссен, Німеччина
  - 1-й батальйон 80-го полку польової артилерії (1974—1987); перепрофільований як 3-й батальйон 12-го полку польової артилерії (1987—1991) Ашаффенбург, Німеччина
  - 1-й батальйон 333-го полку польової артилерії (1973—1986); перепрофільований як 3-й батальйон 32-го полку польової артилерії (1986–?) Вісбаден, Німеччина
  - 2-й батальйон 377-го полку польової артилерії (1974—1987); перепрофільований як 2-й батальйон 12-го полку польової артилерії (1987—1992) Герцогенаурах, Німеччина

 Велика Британія Британська Армія
- 50-й ракетний полк Королівської артилерії (розформований і знятий з озброєння в 1993 році)

 Нідерланди Королівська армія Нідерландів
- 129-й артилерійський батальйон (1979—1992)

 Бельгія Сухопутні війська Бельгії
3-й артилерійський батальйон (1977—1992)
 Італія Сухопутні війська Італії
- 3-я ракетна бригада «Аквілея» (до 1991, потім з 1992 по 2001 рр., 3-й ракетний р-н)

 Німеччина Сухопутні війська Німеччини
- 150-й ракетно-артилерійський батальйон
- 250-й ракетно-артилерійський батальйон
- 350-й ракетно-артилерійський батальйон
- 650-й ракетно-артилерійський батальйон